# اندیس کوتک
کوتک یک اندیس فلزی است که در حوالی شهر رضوانه استان کرمان قرار دارد و مادهٔ معدنی موجود در آن، مس است.  